# Scolobates nigriabdominalis
Scolobates nigriabdominalis là một loài tò vò trong họ Ichneumonidae.